# داو فان فونج
داو فان فونج (بالفيتنامية: Đào Văn Phong)‏ هو لاعب كرة قدم فيتنامي في مركز الدفاع، ولد في 6 يونيو 1985 في فيتنام. شارك مع منتخب فيتنام لكرة القدم. أما مع النوادي، فقد لعب مع Thanh Hóa FC (1962) ‏.

## وصلات خارجية
- داو فان فونج على موقع ناشيونال فوتبول تيمز (الإنجليزية)